# Circuito di East London
Il circuito di East London (nome ufficiale Prince George Circuit) è un circuito automobilistico permanente posto nella provincia dell'Eastern Cape, in Sudafrica.

## Storia e tracciato
Ha ospitato tre edizioni del Gran Premio del Sudafrica di Formula 1 (nel 1962, nel 1963 e nel 1965). Il circuito, inaugurato negli anni trenta, era lungo 3.920 metri, era molto veloce e si girava in senso orario; dopo il rettilineo iniziale c'era una curva veloce (la Potters Pars) seguita da un rettilineo spezzato da una semicurva (la Rifle Bend) poi c'era la Cocobana Corner e il Beach Straight spezzato dalla curva Butts Bend, seguivano le curve The Esses, Cox's e The Sweep, poi il Back Straight e infine la curva Beacon Bend che reimmetteva sul rettilineo di partenza.

## Albo d'oro della Formula 1
| Anno | Pilota      | Scuderia     |
| ---- | ----------- | ------------ |
| 1962 | Graham Hill | B.R.M.       |
| 1963 | Jim Clark   | Lotus-Climax |
| 1965 | Jim Clark   | Lotus-Climax |

### Vittorie per pilota
| Vittorie | Pilota      | Anno(i)     |
| -------- | ----------- | ----------- |
| 2        | Jim Clark   | 1963 e 1965 |
| 1        | Graham Hill | 1962        |

### Vittorie per scuderia
| Vittorie | Scuderia     | Anno(i)     |
| -------- | ------------ | ----------- |
| 2        | Lotus-Climax | 1963 e 1965 |
| 1        | B.R.M.       | 1962        |